# Вальтер Пандіані
Вальтер Пандіані (ісп. Walter Pandiani, нар. 27 квітня 1976, Монтевідео) — уругвайський футболіст, нападник клубу «Еспаньйол».
Також відомий виступами за клуби «Осасуна» та «Депортіво», національну збірну Уругваю.
Чемпіон Уругваю. Триразовий володар Кубка Іспанії з футболу.

## Клубна кар'єра
У дорослому футболі дебютував 1996 року виступами за команду уругвайського клубу «Прогресо», в якій провів один сезон, взявши участь у 22 матчах чемпіонату.
Згодом з 1997 по 2007 рік грав у складі команд уругвайських «Басаньєс» та «Пеньяроль», іспанських «Депортіво», «Мальорка», «Еспаньйол» та англійського «Бірмінгем Сіті». Протягом цих років виборов титул чемпіона Уругваю, тричі ставав володарем Кубка Іспанії з футболу (у складі трьох різних команд).
2007 року привернув увагу представників тренерського штабу клубу «Осасуна» і приєднався до складу його команди. Відіграв за клуб з Памплони наступні чотири сезони своєї ігрової кар'єри. Більшість часу, проведеного у складі «Осасуни», був основним гравцем атакувальної ланки команди.
До складу клубу досвідчений нападник «Еспаньйол» повернувся 2011 року.

## Виступи за збірну
2001 року дебютував в офіційних матчах у складі національної збірної Уругваю. За чотири роки виступів за збірну провів у її формі лише 4 матчі.

## Титули і досягнення

### Командні
- Чемпіон Уругваю (1):

«Пеньяроль»:  1999
- Володар Кубка Іспанії з футболу (3):

«Депортіво»:  2001–02
«Мальорка»:  2002–03
«Еспаньйол»:  2005–06
- Володар Суперкубка Іспанії з футболу (2):

«Депортіво»: 2000, 2002

### Особисті
- Найкращий бомбардир розіграшу Кубка УЄФА (1):

2006–07 (11)